# Sant Nazari de Sant Martí de Llémena
Sant Nazari de Sant Martí de Llémena és una església de Sant Martí de Llémena (Gironès) inclosa a l'Inventari del Patrimoni Arquitectònic de Catalunya.

## Descripció
Edifici de nau allargada i sense absis diferenciat. La façana té una porta quadrangular, dues finestres laterals i un campanar d'espadanya d'un sol ull. Davant, hi ha un porxo sostingut per dues columnes llises, cobert a dos vessants i amb cairats de fusta.